# Salamanca (Chile)
31°46′S 70°58′V / 31.767°S 70.967°V
 For alternative betydninger, se Salamanca (flertydig). (Se også artikler, som begynder med Salamanca)
Salamanca er en chilensk by og kommune i Choapa provinsen, Coquimbo Region. Det ligger 30 km (19 km) øst for Illapel, provinsens administrative centrum, og 316 km (196 miles) nord for Santiago de Chile. Salamanca nås hovedsageligt fra Los Vilos, som ligger ved Panamerican Highway, og forbinder byen med resten af landet.